# Angolas fotbollsförbund
Angolas fotbollsförbund, officiellt Federação Angolana de Futebol, är ett specialidrottsförbund som organiserar fotbollen i Angola.
Förbundet grundades 1979 och gick med i Caf 1980. De anslöt sig till Fifa år 1980. Angolas fotbollsförbund har sitt huvudkontor i staden Luanda.